# August Fleck

August Fleck

August Ferdinand Fleck (* 29. Dezember 1885 in Fulda; † 3. Mai 1978 in Hamburg) war ein deutscher Offizier, Bankkaufmann und völkischer Politiker.

## Leben
Nach dem Gymnasium trat Fleck 1905 als Fahnenjunker in die Preußische Armee ein. Mit Ausbruch des Ersten Weltkriegs war er Leutnant in der 8. Kompanie des Infanterie-Regiments „Herzog Friedrich Wilhelm von Braunschweig“ (Ostfriesisches) Nr. 78. Im Verlauf des Krieges wurde er dann zunächst zum Oberleutnant und am 6. Juni 1916 zum Hauptmann befördert sowie mehrfach verwundet.
Nach der Novemberrevolution arbeitete Fleck als Bankkaufmann und betrieb private Studien auf den Gebieten der Geschichte und Nationalökonomie. In Altona wurde er Stadtverordneter. Mit hoher Wahrscheinlichkeit handelte es sich bei Fleck um denjenigen Hauptmann a. D. gleichen Namens, bei dem Anfang 1923 anlässlich einer Razzia detaillierte Putschpläne gefunden wurden; das Thema war am 27. Juni 1923 auch Gegenstand einer Debatte in der Hamburgischen Bürgerschaft. Am 4. Mai 1924 wurde er in den Reichstag gewählt, wo er die Nationalsozialistische Freiheitspartei (NSFP) bis zum Dezember des Jahres vertrat. In der NSFP-Fraktion gab sich Fleck, der auf dem Reichswahlvorschlag kandidiert hatte, als Anhänger der Deutschvölkischen Freiheitspartei (DVFP) zu erkennen. Bei der Aufstellung der Kandidaten hatte DVFP-Führer Albrecht von Graefe Fleck gegenüber norddeutschen Nationalsozialisten noch als einen ihrer Gesinnungsgenossen bezeichnet.
Um 1930 war Fleck Landesvorsitzender der Volksrechtspartei in Schleswig-Holstein. Bei der Reichstagswahl 1930 lehnte die NSDAP eine Listenverbindung mit der Volksrechtspartei in Schleswig-Holstein ab; als möglicher Grund wird die „Illoyalität“ Flecks gegenüber den Nationalsozialisten 1924 genannt.
Von 1939 bis 1945 war Fleck in der Wehrmacht, zuletzt als Major z.V. Seine Anträge zur Reaktivierung 1935 und 1939 waren mit Verweis auf seine frühere Tätigkeit in einer Freimaurerloge abgelehnt worden.
Nach dem Krieg betätigte sich Fleck als Verwalter der Parteikasse der Hamburger Rechte, eine Hamburger Kleinpartei, die sich auf die Tradition der DNVP berief und im Sommer 1946 zusammen mit dem Hamburger Landesverband der DAP zur DKP, wie sich die DKP-DRP dann in Hamburg nannte, fusionierte.